# The Gay Falcon
The Gay Falcon è un film del 1941 diretto da Irving Reis.

## Trama
Il Falcone indaga su una frode assicurativa che porta all'omicidio.
Maxine Good invita a una festa, attraverso Helen, la sua graziosa assistente, il famoso detective privato Gay Lawrence: la signora è preoccupata perché sembra che i suoi party siano infestati da ladri di gioielli. Lawrence accetta, suscitando la collera della fidanzata Elinor Benford che, quando gli aveva chiesto la stessa cosa, ovvero di accompagnarla alla festa, aveva ricevuto un rifiuto. Per vendicarsi di Gay, Elinor balla con Manuel Retana. Intanto, Vera Gardner - la proprietaria di un famoso diamante - danza con Gay e gli affida di nascosto il gioiello. Poi, la donna lascia il salone. Poco dopo, si sente uno sparo.
La morta è Vera Gardner e Goldie, l'assistente di Gay, viene arrestato per l'omicidio. Gay riesce a farlo rilasciare ma Goldie sarà rapito da Weber, il vero assassino di Vera Gardner. Weber sarà ucciso a sua volta e, di nuovo, Goldie verrà trovato dalla polizia vicino a un cadavere.
Gay sospetta che il killer sia Retana e si introduce nel suo appartamento insieme a Helen. Vi trova una pistola che poi fa esaminare dalla polizia che conferma essere l'arma del delitto. Gay avverte Elinor di stare lontana da Retana, ma la ragazza pensa che glielo dica solo per gelosia.
Da Maxine, Retana si introduce nella sua camera da letto entrando dalla finestra, ma all'improvviso cade a terra morto. Gay e l'ispettore rimangono perplessi, poi Gay si rende conto che Maxine cerca di cancellare delle impronte digitali. La banda di ladri viene scoperta: era formata da Maxine, Weber e Retana che si sono ammazzati a vicenda perché Weber e Maxine volevano tradire Retana.

## Produzione
Il film fu prodotto dalla RKO Radio Pictures: è il primo di una serie su un personaggio di detective dal nome The Falcon.  La RKO mise in cantiere la serie per sostituire quella di The Saint (Il Santo) perché rinnovare i diritti di quest'ultimo era diventato troppo oneroso per la compagnia di produzione. Il ruolo del protagonista venne affidato a George Sanders che fece solo il primo film della serie.

## Distribuzione
Uscito nelle sale statunitensi il 24 ottobre 1941, fu distribuito dalla RKO Pictures. Nel 2004, la Teakwood Video lo mise sul mercato in DVD.

### Date di uscita
IMDb
- USA	   24 ottobre 1941
- Australia	4 dicembre 1941
- USA  1955  TV
- Svezia	   30 ottobre 1942
- Finlandia	  31 luglio 2004	 (prima TV)
- USA   2004     DVD

Alias
- Falken - mannen utan nerver	Svezia